# Leptonycteris curasoae
Leptonycteris curasoae (en: Southern long-nosed bat) är en däggdjursart som beskrevs av den amerikanske zoologen och botanikern Gerrit Smith Miller, Jr. 1900. Arten ingår i släktet Leptonycteris, och fladdermusfamiljen bladnäsor. IUCN kategoriserar arten globalt som sårbar.

## Utbredning
Leptonycteris curasoae är en sydamerikansk art som förekommer i norra Colombia och Venezuela och på de närbelägna öarna Aruba, Bonaire och Curaçao.
Arten trivs i torra områden i buskskog och områden med Pachycereus-kaktus. Fladdermössen på Curaçao ansågs tidigare vara en särskild underart av L. curasoae, men det har omvärderats. Leptonycteris curasoae ses därför numera som monotypisk.

## Utseende
Vuxna exemplar är ungefär 80 mm långa och de väger 18 till 30 g. Underarmarna är 46 till 57 mm långa och artens vingspann ligger vid 340 mm. Pälsen har en gråbrun färg. De bladformiga hudflikar på näsan som är typiska för hela familjen förekommer även hos denna art.

## Ekologi
Arten äter nektar, pollen, blommor och frukter från växter som förekommer nära viloplatsen. För att nå växter som blommar utför Leptonycteris curasoae längre vandringar. Den vilar i varme och fuktiga grottor och letar på natten efter föda. Hanar avsöndrar intensiv luktande körtelvätska och andra vätskor från ansiktet, munnen, penis och anus. Vätskorna flyttas med handen till ett ställe på bålens ovansida som är synlig som en mörk fläck. Honor väljer en hane för parningen som har en väl utvecklad fläck. Efter parningen bildar honor egna kolonier som är skilda från hanarna. Efter 6 månaders dräktighet föds en enda unge. Nyfödda ungar bäras i grottan till olika platser men de följer inte med vid födosöket. Några exemplar kan bli 30 år gamla.

## Ursprung
Arten ska ha separerats från andra bladnäsor för ungefär en halv miljon år sedan, när de isolerades på grund av en tillfällig korridor med torra marker, mellan Mexiko och Sydamerika.